# Wereldkampioenschap dammen jeugd
Het wereldkampioenschap dammen voor junioren werd voor het eerst in 1971 in Amsterdam (als jeugdgroep van het Suikerdamtoernooi) en daarna in principe jaarlijks gespeeld. 
Later werden ook wereldkampioenschappen voor aspiranten (jaarlijks vanaf 1988) en voor meisjes (bijna jaarlijks vanaf 1989) gespeeld. 
Vanaf 1987 wordt (onregelmatig) een wereldkampioenschap voor jeugdteams (drietallen) gespeeld, de zogenaamde jeugdolympiade. 

## Meeste titels
|   | Naam                   | Aantal | Jaren                  |
| - | ---------------------- | ------ | ---------------------- |
| 1 | Igal Koifman           | 4      | 1987, 1988, 1989, 1990 |
| 2 | Guntis Valneris        | 3      | 1984, 1985, 1986       |
| 2 | Aleksandr Georgiejev   | 3      | 1992, 1993, 1994       |
| 4 | Nikolaj Misjtsjanski   | 2      | 1971, 1972             |
| 4 | Evgeni Skliarov        | 2      | 1976, 1979             |
| 4 | Aleksandr Getmanski    | 2      | 1995, 1996             |
| 4 | Andrej Toltsjikov      | 2      | 2008, 2009             |
| 4 | Martijn van IJzendoorn | 2      | 2015, 2016             |

## Erelijst van junioren algemeen
| Jaar | Goud                   | Zilver                                           | Brons                                            |
| ---- | ---------------------- | ------------------------------------------------ | ------------------------------------------------ |
| 1971 | Nikolaj Misjtsjanski   | Ben Smeenk                                       | Boris Sjaverdjan                                 |
| 1972 | Nikolaj Misjtsjanski   | Boris Sjaverdjan                                 | Len Ruijgrok                                     |
| 1973 | Rob Clerc              | Michail Korenevski / Alexander Novikov           | Michail Korenevski / Alexander Novikov           |
| 1974 | Bernard Robillard      | Edvardas Bužinskis                               | Hans Jansen                                      |
| 1975 | Geert van Aalten       | Toine Brouwers                                   | Rostislav Lesjtsjinski                           |
| 1976 | Evgeni Skliarov        | Geert van Aalten / Jos Stokkel / Viktor Galperin | Geert van Aalten / Jos Stokkel / Viktor Galperin |
| 1977 | Bauke Bies             | Vladimir Odintsjov                               | Evgeni Skliarov                                  |
| 1978 |                        |                                                  |                                                  |
| 1979 | Evgeni Skliarov        | Anatoli Weltman                                  | Vadim Virny                                      |
| 1980 | Alexander Baljakin     | Aleksandr Dybman                                 | Eran Binenbaum                                   |
| 1981 | Vadim Virny            | Aleksandr Dybman                                 | Eran Binenbaum                                   |
| 1982 |                        |                                                  |                                                  |
| 1983 | Aleksej Tsjizjov       | Andris Keisels                                   | Gérard Jansen                                    |
| 1984 | Guntis Valneris        | Hendrik van der Zee                              | Andris Keisels                                   |
| 1985 | Guntis Valneris        | Aleksandr Schwarzman                             | Eddy Budé                                        |
| 1986 | Guntis Valneris        | Hendrik van der Zee                              | Zeba Hamadou                                     |
| 1987 | Igal Koifman           | Maarten Linssen                                  | Djoumber Beritsjvili                             |
| 1988 | Igal Koifman           | Andrej Sizov                                     | Ahmed Madani Ba                                  |
| 1989 | Igal Koifman           | Alexander Voronitsj                              | Michail Krasnjanski                              |
| 1990 | Igal Koifman           | Sjargej Nasevitsj                                | Alexander Foerman                                |
| 1991 | Erno Prosman           | Alexander Foerman                                | Swiatoslav Maximtsjoek                           |
| 1992 | Aleksandr Georgiejev   | Swiatoslav Maximtsjoek                           | Raivis Paegle                                    |
| 1993 | Aleksandr Georgiejev   | Vladislav Fridman                                | Mark Kemperman                                   |
| 1994 | Aleksandr Georgiejev   | Vladislav Fridman                                | Mark Kemperman                                   |
| 1995 | Aleksandr Getmanski    | Mark Kemperman                                   | Vladislav Fridman                                |
| 1996 | Aleksandr Getmanski    | Konstantin Alexejev                              | Mark Hoogakker                                   |
| 1997 | Oleg Tsjerniak         | Aleksej Domchev / Mustafa Durdyev                | Aleksej Domchev / Mustafa Durdyev                |
| 1998 | Mark Podolski          | Mustafa Durdyev                                  | Oleg Tsjerniak                                   |
| 1999 | Wiebe van der Wijk     | Vladimir Simonov                                 | Oleg Tsjerniak                                   |
| 2000 | Yuri Anikejev          | Vladimir Simonov / Wiebe van der Wijk            | Vladimir Simonov / Wiebe van der Wijk            |
| 2001 | Ivan Antonenko         | Vladimir Simonov                                 | Roberts Misans                                   |
| 2002 | Rim Isjmetov           | Michiel Kloosterziel                             | Viesturs Tomass                                  |
| 2003 | Boudewijn Derkx        | Roberts Misans                                   | Thomy Lucien Mbongo                              |
| 2004 | Roberts Misans         | Alexei Mironov                                   | Eik Keurentjes                                   |
| 2005 | Artem Ivanov           | Ihar Michaltsjenka                               | Roberts Misans                                   |
| 2006 | Pim Meurs              | Ihar Michaltsjenka                               | Andrej Toltsjikov                                |
| 2007 | Nikolaj Goeljajev      | Andrej Toltsjikov                                | Roel Boomstra                                    |
| 2008 | Andrej Toltsjikov      | Nikolaj Germogenov                               | Pieter Steijlen                                  |
| 2009 | Andrej Toltsjikov      | Roel Boomstra / Pieter Steijlen                  | Roel Boomstra / Pieter Steijlen                  |
| 2010 | Roel Boomstra          | Frerik Andriessen / Wouter Sipma                 | Frerik Andriessen / Wouter Sipma                 |
| 2011 | Ajnoer Sjajbakov       | Roel Boomstra                                    | Martijn van IJzendoorn                           |
| 2012 | Leonids Cilevics       | Vladislav Daliga                                 | Koos van Amerongen                               |
| 2013 | Anri Plaksij           | Alexei Kunitsa                                   | Lucas Oliveira Massola                           |
| 2014 | Artur Tunkevic         | Martijn van IJzendoorn                           | Sukhbat Tsogtbaatar                              |
| 2015 | Martijn van IJzendoorn | Uladzislau Valjuk                                | Munkhijn Baatarsukh                              |
| 2016 | Martijn van IJzendoorn | Jitse Slump                                      | Wouter Wolff                                     |
| 2017 | Anton Bursuk           | Karol Cichocki                                   | Egor Bobkov                                      |
| 2018 | Michael Semianiuk      | Wouter Wolff                                     | Nick Waterink                                    |
| 2019 | Anatoli Protodiakonov  | Sjiirevjamts Munkhbatar                          | Ilja Deriglazov                                  |
| 2020 |                        |                                                  |                                                  |
| 2021 | Machiel Weistra        | Yerengaiyp Yesbol                                | Valentin Golubajev                               |
| 2022 | Simon Harmsma          | Machiel Weistra                                  | Valentin Golubajev                               |
| 2023 | Danylo Sokolov         | Simon Harmsma                                    | Wouter Sosef                                     |
| 2024 | Matheo Boxum           | Danylo Sokolov                                   | Simon Harmsma                                    |